# Morpholeria discolor
Morpholeria discolor är en tvåvingeart som först beskrevs av Friedrich Hermann Loew 1872.  Morpholeria discolor ingår i släktet Morpholeria och familjen myllflugor.
Artens utbredningsområde är New Hampshire. Inga underarter finns listade i Catalogue of Life.